# Asteroschema nuttingii
Asteroschema nuttingii is een slangster uit de familie Asteroschematidae.
De wetenschappelijke naam van de soort werd in 1899 gepubliceerd door Addison Emery Verrill.